# Список депутатов Верховного Совета БАССР 1-го созыва
Верховный Совет Башкирской АССР был образован согласно Конституции БАССР 1937 года. Верховный Совет Башкирской АССР является высшим органом государственной власти в Башкирской АССР, правомочным решать все вопросы, отнесенные Конституцией СССР, Конституцией РСФСР и Конституцией Башкирской АССР к ведению Башкирской АССР. Деятельность Верховного Совета Башкирской АССР основывается на коллективном, свободном, деловом обсуждении и решении вопросов, гласности, регулярной отчетности перед Верховным Советом Башкирской АССР создаваемых им органов, широком привлечении граждан к управлению государственными и общественными делами, постоянном учете общественного мнения.
Осуществление Верховным Советом Башкирской АССР своих полномочий строится на основе активного участия в его работе каждого депутата Верховного Совета Башкирской АССР. Депутат осуществляет свои полномочия, не порывая с производственной или служебной деятельностью.
Первоначально Верховный Совет Башкирской АССР размещался по адресу: БАССР, г. Уфа, ул. Пушкина, д. 106.
В 70-х годах XX века Верховный Совет Башкирской АССР переехал в здание по адресу: Уфа, ул. Заки Валиди, 40, Дом Государственного Собрания Республики Башкортостан.
Список депутатов Верховного Совета БАССР первого созыва в 1938 году:
- Абдразакова, Тутугуш Мухаметовна, Абзелиловский округ, Абзелиловский район
- Абдулганеев, Апканий Апкаликович, Кундашлинский округ, Балтачевский район
- Абузаров, Миннияр Шакирзянович, Каргалинский округ, Благоварский район
- Авзянов, Сибагат Хасанович, Чуюнчинский округ, Давлекановский район
- Акшинцев, Матвей Иванович, Тирлянский округ, Белорецкий район
- Алибаев, Сагид Рахматович, Лаклинский округ, Малоязовский район
- Аллаяров, Фазыльян Закирович, Учалинский округ, Учалинский район
- Алябушева, Анна Афанасьевна, Караидельский округ, Караидельский район
- Андрианов, Иван Георгиевич, Поляковский округ, Учалинский район
- Андрианов, Семен Михайлович, Аллагуватовский округ, Ишимбаевский район
- Антюфеев, Иван Михайлович, Янаульский округ, Янаульский район
- Ариткулов, Давлет Шагеевич, Курдымский округ, Татышлинский район
- Артемьев, Иван Дмитриевич, Благовещенский округ, Благовещенский район
- Аскаров, Фат Хакимович, Турсагалинский округ, Аургазинский район
- Астафьев, Константин Иванович, Ишимбаевский округ, Ишимбаевский район
- Ахметова, Сулу Ахметовна, Кигинский округ, Кигинский район
- Бабкаев, Хаджиахмет Рамазанович, Талбазинский округ, Талбазинский район
- Бабкина, Дарья Ивановна, Туймазинский округ, Туймазинский район
- Бадретдинов, Имамгалей Бадретдинович, Актанышбашевский округ, Краснокамский район
- Байков, Гаймак Гайзетдинович, Шингаккульский округ, Чишминский район
- Баранов, Ефрем Харитонович, Услинский округ, Стерлитамакский район
- Баталов, Дмитрий Федорович, Бадряшевский округ, Янаульский район
- Баязитов, Исмагил Баймухаметович, Куручевский округ, Бакалинский район
- Бикбулатова, Фаина Гиниятовна, Мраковский округ, Кугарчинский район
- Бикметов, Абдулхак Якупович, Зилимкарановский округ, Красноусольский район
- Блинников, Антон Александрович, Федоровский округ, Федоровский район
- Булганин, Николай Александрович, Стерлитамакский-Первомайский округ, город Стерлитамак
- Буренкин, Николай Дмитриевич, Уржумский округ, Архангельский район
- Вальшин, Мухит Гарифович, Мечетлинский округ, Мечетлинский район
- Витушкин, Максим Иванович, Белорецкий-заводский округ, город Белорецк
- Водопьянов, Михаил Васильевич, Улутелякский округ, Нуримановский район
- Ворошилов, Климент Ефремович, Уфимский-Нижегородский округ, город Уфа
- Галиев, Галиян Шайхутдинович, Стерлибашевский округ, Стерлибашевский район
- Гареева, Мавлиза Гареевна, Урмиязовский округ, Аскинский район
- Гарифуллина, Слу Гатауллиновна, Кандринский округ, Кандринский район
- Гимаев, Шаих Гимаевич, Юмагузинский округ, Юмагузинский район
- Гималетдинов, Авзал Гаязович, Шариповский округ, Кушнаренковский район
- Горячев, Федор Степанович, Мишкинский округ, Мишкинский район
- Гумеров, Бикмухамет Салимович, Андреевский округ, Илишевский район
- Гумеров, Хайбрахман Габбасович, Араслановский округ, Стерлибашевский район
- Гумилевский, Лев Александрович, Макаровский округ, Макаровский район
- Давлеткулова, Халима Шариповна, Кульчумский округ, Ермекеевский район
- Долганов, Илья Борисович, Буздякский округ, Буздякский район
- Емельяненко, Николай Васильевич, Краснохолмский округ, Калтасинский район
- Ерин, Александр Федорович, Дуванский округ, Дуванский район
- Ермолаев, Алексей Константинович, Балтачевский округ, Балтачевский район
- Жданов, Андрей Александрович, Уфимский моторно-заводский округ, город Уфа
- Заликин, Александр Тарасович, Уфимский-Сталинский округ, город Уфа
- Заманов, Тахау Саиткулович, Сибаевский округ, Баймакский район
- Зорин, Федор Степанович, Тукмаклинский округ, Кушнаренковский район
- Ибрагимов, Рахим Киреевич, Преображеновский округ, Стерлитамакский район
- Ибрагимов, Ишмухамет Билалович, Архангельский округ, Архангельский район
- Иванов, Леонид Александрович, Шаранский округ, Шаранский район
- Исаев, Хабиб Хисматуллович, Калмашевский округ, Чекмагушевский район
- Исламов, Пайрам Исламович, Югомашский округ, Янаульский район
- Ишмухаметов, Хайрзаман Ишмухаметович, Кушнаренковский округ, Кушнаренковский район
- Казанбаева, Минась Казанбаевна, Кельтеевский округ, Калтасинский район
- Калинин, Михаил Иванович, Богдановский округ, Миякинский район
- Калмыкова, Клавдия Петровна, Талалаевский округ, Стерлитамакский район
- Камалов, Нигамат Гибадович, Стерлитамакский железнодорожный округ, город Стерлитамак
- Карпович, Владимир Станиславович, Бурзянский округ, Бурзянский район
- Князьханов, Закий Гареевич, Манчаровский округ, Илишевский район
- Ковшов, Василий Александрович, Тавтимановский округ, Иглинский район
- Козлов, Михаил Леонтьевич, Ново-Кулевский округ, Нуримановский район
- Кондратьев, Петр Павлович, Иглинский округ, Иглинский район
- Корнилов, Николай Матвеевич, Усень-Ивановский округ, Белебеевский район
- Коршунов, Павел Иванович, Бакалинский округ, Бакалинский район
- Кочерова, Анна Семеновна, Альшеевский округ, Альшеевский район
- Красавин, Олег Николаевич, Адельскинский округ, Белебеевский район
- Крюков, Владимир Петрович, Языковский округ, Благоварский район
- Кузнецов, Александр Никитьевич, Николо-Березовский округ, Краснокамский район
- Кулагин, Иван Яковлевич, Зилаирский округ, Зилаирский район
- Куренков, Федор Григорьевич, Кузеевский округ, Буздякский район
- Левковцев, Сергей Афанасьевич, Базановский округ, Бирский район
- Литвинов, Иван Алексеевич, Охлебининский округ, Иглинский район
- Лукьянов, Кирилл Исаакович, Дюртюлинский округ, Дюртюлинский район
- Макушин, Анатолий Филиппович, Шафрановский округ, Альшеевский район
- Манаков, Булат Ситдыкович, Миндякский округ, Учалинский район
- Маркова, Ксения Яковлевна, Менеуз-Московский округ, Бижбулякский район
- Маслин, Александр Никифорович, Пугачевский округ, Федоровский район
- Медведева, Анна Ивановна, Нижне-Троицкий округ, Туймазинский район
- Микоян, Анастас Иванович, Уфимский-Горьковский округ, город Уфа
- Миннибаева, Самарья Нигматьяновна, Малоязовский округ, Малоязовский район
- Моисеев, Иван Васильевич, Авзянский округ, Белорецкий район
- Молотов, Вячеслав Михайлович, Уфимский Крекингзаводский округ, город Уфа
- Мубаряков, Арслан Котлыахметович, Чекмагушевский округ, Чекмагушевский район
- Муратшин, Мансур Мухаметшинович, Ишлинский округ, Бузовьязовский район
- Мусаллямова, Шамсиямал Муртазиевна, Бишкаинский округ, Аургазинский район
- Мустафина, Райхана Мустафиновна, Исмаиловский округ, Дюртюлинский район
- Мустафина, Ханифа Закировна, Ермекеевский округ, Ермекеевский район
- Мухамадеева, Хатира Ахметдиновна, Зириклинский округ, Шаранский район
- Набиуллин, Валей Габеевич, Ногаевский округ, Уфимский район
- Надыршина, Зульфия Исламгуловна, Янгискаиновский округ, Красноусольский район
- Назаров, Александр Иванович, Чишминский округ, Чишминский район
- Неверов, Виктор Федорович, Месягутовский округ, Дуванский район
- Николаев, Петр Яковлевич, Бижбулякский округ, Бижбулякский район
- Нургалеева, Гизильбанат Галлямовна, Салиховский округ, Макаровский район
- Пестов, Алексей Антонович, Орловский округ, Благовещенский район
- Петров, Алексей Тарасович, Демский округ, Уфимский район
- Поскрёбышев, Александр Николаевич, Уфимский-Аксаковский округ, город Уфа
- Разбежкина, Пелагея Михайловна, Дмитриевский округ, Уфимский район
- Рахматуллин, Гатият Хабибуллович, Уфимский-Фрузненский округ, город Уфа
- Ремеев, Хабибулла Галиуллович, Бураевский округ, Бураевский район
- Савинов, Михаил Иванович[уточнить], Красноусольский округ, Красноусольский район
- Садрисламов, Миннигалей Садрисламович, Аскаровский округ, Альшеевский район
- Садрисламова, Хуснизиган Садрисламовна, Татышлинский округ, Татышлинский район
- Саитбурханова, Миннизиган Фаткулисламовна, Кармаскалинский округ, Кармаскалинский район
- Саликаев, Салиш Саликаевич, Чураевский округ, Мишкинский район
- Сафина, Гульниса Закировна, Уфимский-Пушкинский округ, город Уфа
- Симашев, Дмитрий Петрович, Мелеузовский округ, Мелеузовский район
- Симонов, Павел Васильевич, Тубинский округ, Баймакский район
- Симонов, Александр Васильевич, Байкибашевский округ, Байкибашевский район
- Синкевич, Марк Степанович, Давлекановский округ, Давлекановский район
- Сиразетдинова, Магира Низамутдиновна, Миякинский округ, Миякинский район
- Скоков, Константин Иванович, Уфимский-Октябрьский округ, город Уфа
- Соловьёв, Александр Николаевич, Бирский округ, Бирский район
- Сталин, Иосиф Виссарионович, Уфимский-Ленинский округ, город Уфа
- Старынин, Дмитрий Ефимович, Нуримановский округ, Нуримановский район
- Столяров, Александр Михайлович, Баймакский округ, Баймакский район
- Суфиянова, Шакира Суфияновна, Агардинский округ, Благоварский район
- Сынбулатов, Хайретдин, Мустакович, Хайбуллинский округ, Хайбуллинский район
- Терентьев, Макар Леонтьевич, Покровский округ, Покровский район
- Тимергалеева, Шамсия Шарифгалеевна, Каинлыковский округ, Бураевский район
- Тимофеева, Фекла Тимофеевна, Отрадинский округ, Куюргазинский район
- Токарев, Федор Лукьянович, Ермолаевский округ, Куюргазинский район
- Тормашев, Прокофий Петрович, Зирганский округ, Мелеузовский район
- Тухватшин, Зиганша Тушватшинович, Шаранбашевский округ, Шаранский район
- Ульянов, Василий Михайлович, Исянгуловский округ, Зианчуринский район
- Фатихов, Закий Фатихович, Баишевский округ, Дюртюлинский район
- Хазинурова, Байна Хазинуровна, Резяповский округ, Чекмагушевский район
- Хамбалова, Масния Зариповна, Мрясимовский округ, Байкибашевский район
- Хамидуллин, Галей Загитович, Бузовьязовский округ, Бузовьязовский район
- Ханжин, Сергей Григорьевич, Кулляровский округ, Кармаскалинский район
- Хасанов, Ситдик Валиахметович, Белебеевский округ, Белебеевский район
- Холкин, Василий Игнатьевич, Емашинский округ, Белокатайский район
- Царегородцев, Анатолий Николаевич, Белокатайский округ, Белокатайский район
- Чванова, Анастасия Степановна, Воскресенский округ, Воскресенский район
- Чувашаев, Вахит Газизович, Юлдыбаевский округ, Зианчуринский район
- Чугунова, Таисия Дмитриевна, Бузуюровский округ, Бакалинский район
- Чупрынин, Евсей Арсентьевич, Ленинский округ, Давлекановский район
- Шагимарданов, Фазыл Валиахметович, Белорецкий-Советский округ, город Белорецк
- Шадрин, Василий Автономович, Инзерский округ, Белорецкий район
- Шайхутдинов, Камиль Шайхутдинович, Аскинский округ, Аскинский район
- Шарипова, Гатия Шариповна, Яркеевский округ, Илишевский район
- Шафиков, Бадык Шафикович, Кизгановский округ, Бураевский район
- Шилов, Матвей Михайлович, Осиновский округ, Бирский район
- Юланов, Мавлетдин, Сайфульмулюкович, Матраевский округ, Матраевский район
- Юсупов, Миннигали Мухамедьярович, Ново-Троицкий округ, Чишминский район

## Интересные факты
Сталин, Иосиф Виссарионович был депутатом Верховного Совета БАССР I, II, III созывов от Уфимского-Ленинского, Сталинского округов города Уфа.